# NGC 648
NGC 648 je galaksija u zviježđu Kit.

## Vanjske poveznice
- SEDS: NGC 0648